# Woburn Safari Park
Koordinaten: 51° 59′ 45,6″ N, 0° 36′ 13,6″ W
Der Woburn Safari Park ist ein Safaripark, der sich in der englischen Ortschaft Woburn in der Grafschaft Bedfordshire befindet. Die Innenstadt von London liegt in einer Entfernung von rund 65 Kilometern im Südosten. Der Park ist bei der European Association of Zoos and Aquaria (EAZA) sowie der British and Irish Association of Zoos and Aquariums (BIAZA) akkreditiert.

## Geschichte
Die Geschichte des Parks wurde maßgeblich durch die Familie, die den Adelstitel Duke of Bedford trägt, geprägt. Der Woburn Safari Park wurde 1970 von John Russell, 13. Duke of Bedford auf seinem Grundbesitz, nördlich seines Wohnsitzes Woburn Abbey angelegt. Für die Ausführung wurde Jimmy Chipperfield, ein Gestalter von Safariparks gewonnen. Das Gebiet blickt auf eine lange Tradition zurück, da Herbrand Russell, 11. Duke of Bedford, der damalige Präsident der Zoological Society of London und Großvater von John Russel bereits über 42 Hirscharten in seinem Hirschpark gehalten hatte. Die biologisch wertvollste Art war dabei der Davidshirsch (Elaphurus davidianus), der Anfang des 20. Jahrhunderts in seiner Heimat in der China ausgestorben war. Die Gruppe in Woburn Abbey war damit die einzige Zuchtherde der Welt, durch die die Erhaltung der Art gesichert werden konnte.

## Anlagenkonzept und Tierbestand
Nördlich der Woburn Abbey befindet sich zunächst ein privater Hirschpark. Daran schließt sich weiter nördlich das ca. 150 Hektar große Safarigelände an. Dieses ist in zwei Bereiche unterteilt, einen Fußgängerbereich sowie einen Bereich, der mit geschlossenen, privaten Kraftfahrzeugen befahrbar ist.
 Im Fußgängerbereich werden Einzeltiere oder kleine Tiergruppen gezeigt. In einem offenen,  halbkreisförmigen Theater führen Falkner Flugshows mit Greifvögeln und Papageien durch.

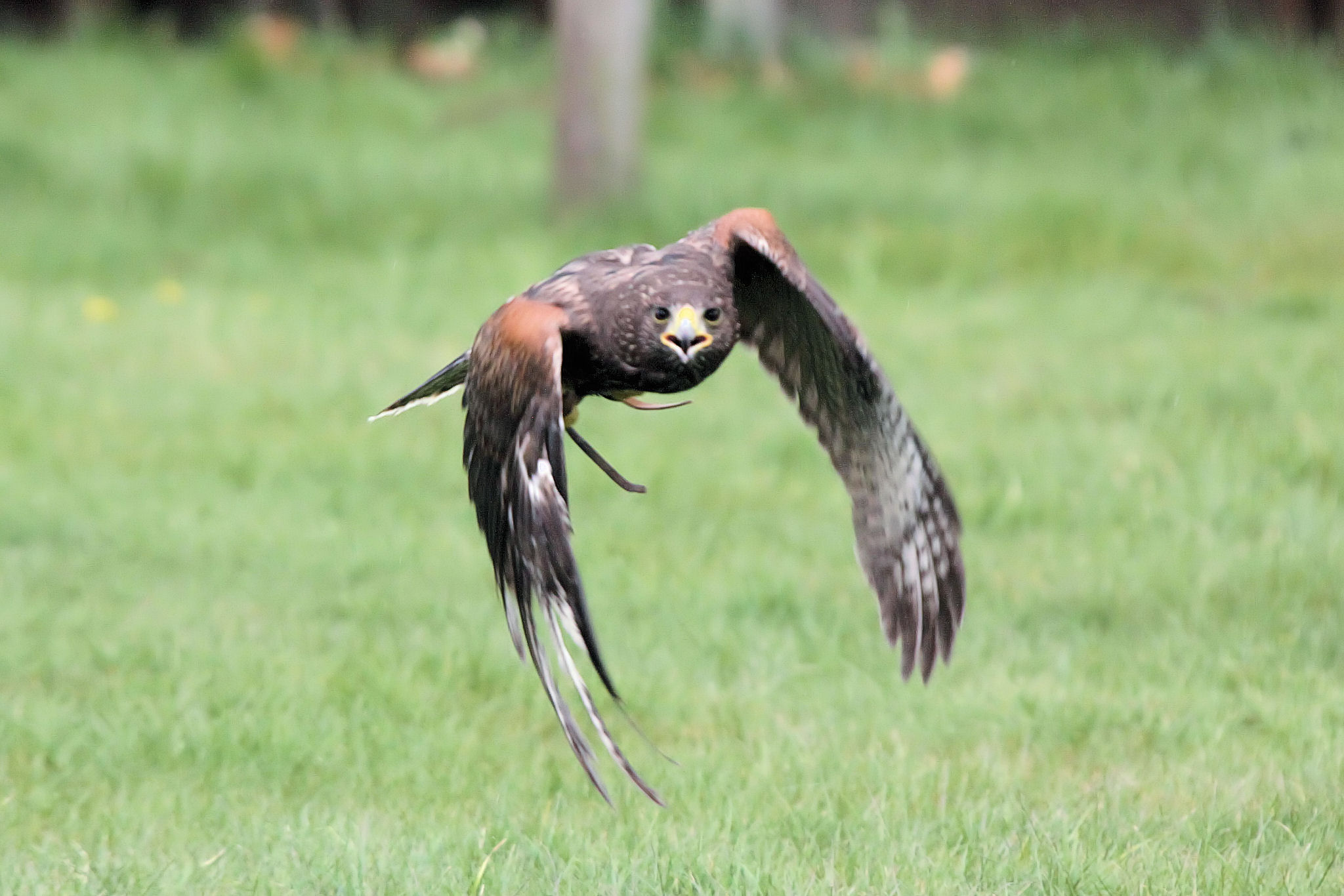
Wüstenbussard
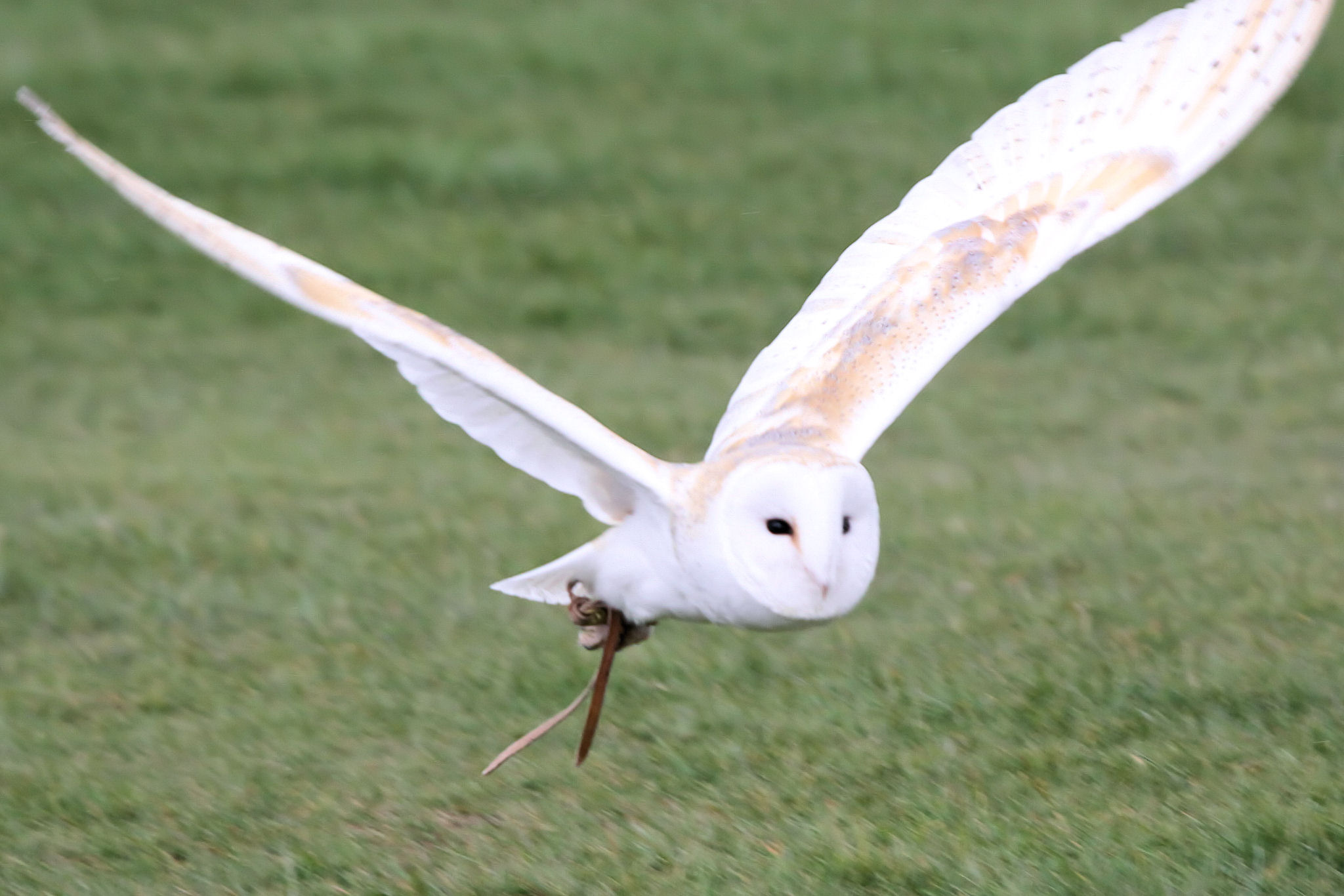
Schleiereule
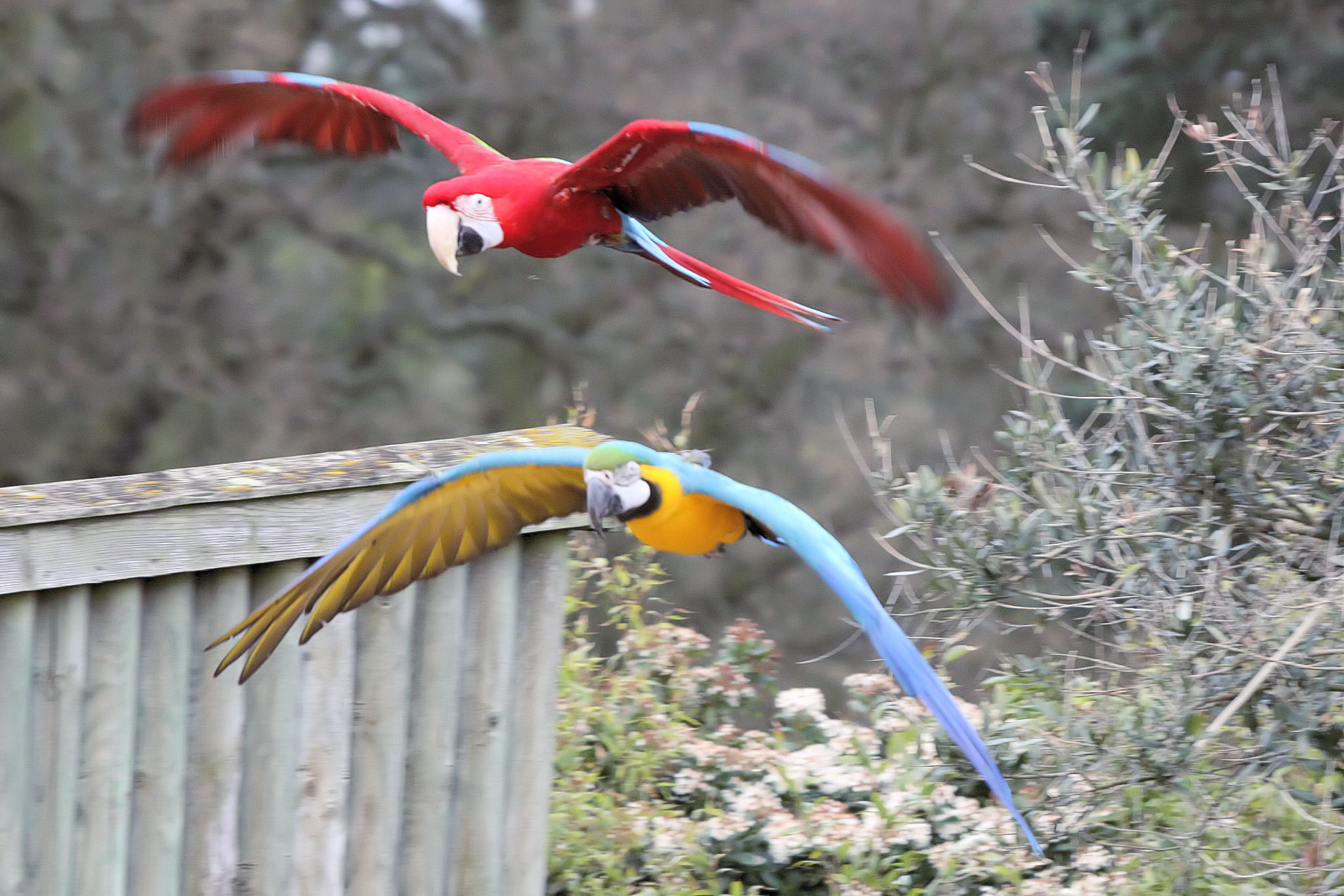
Grünflügelara, Gelbbrustara

Der Fußgängerbereich enthält auch eine kleine Farm mit Haustieren, ein Informationszentrum, mehrere Restaurants, einen Souvenirladen, mehrere Kinderspielplätze mit verschiedenen Spielgeräten und bietet den Besuchern unentgeltlich die Fahrt mit der Great Woburn Railway, einer Schmalspureisenbahn, über das Gelände an. Außerdem besteht die Möglichkeit für Bootsfahrten auf einem kleinen See. Der für geschlossene Fahrzeuge zugelassene Bereich bietet ausgedehnte Busch- und Grasflächen mit viel Platz für Tiere, die sich so bewegen können, wie sie sich in freier Wildbahn verhalten würden. Das Gelände ist in mehrere voneinander abgetrennte Sektionen unterteilt. Die Tiere haben die Möglichkeit, bis an die Fahrzeuge heranzukommen. Ein Verlassen der Fahrzeuge im Gelände ist deshalb aus Sicherheitsgründen nicht gestattet, Fenster müssen stets geschlossen bleiben, die Mitnahme von Hunden ist nicht zugelassen. Insgesamt leben in allen Parkanlagen zusammen rund 80 Tierarten.

## Forschungs- und Arterhaltungsprogramme
Die Mission des Safariparks ist es, die Zukunft gefährdeter Tierarten langfristig zu schützen, indem er einen direkten Beitrag zu In-situ- und Ex-situ-Erhaltungsprojekten leistet. Dies geschieht in erster Linie durch die Beschaffung von Mitteln für Tierhilfsorganisationen, die sich für den Schutz von Arten und deren Lebensräumen in freier Wildbahn befassen. Durch die Beteiligung an Tierzuchtprogrammen, Öffentlichkeitsarbeit und die Unterrichtung der Besucher über Arterhaltungsfragen wird auf den Artenschutz hingewiesen. Spezielle Projekte im Park befassen sich u. a. mit der Zucht von Somali-Wildeseln (Equus asinus somaliensis), Säbelantilopen (Oryx dammah) und Bongos (Tragelaphus euryceros). Für den Östlichen Bongo (Tragelaphus euryceros isaacii) wird das Zuchtbuch im Rahmen des Europäischen Erhaltungszuchtprogramms (EEP)  im Woburn Safari Park geführt.
Der Safaripark engagiert sich auch stark für die Erhaltung der einheimischen Arten. Im Rahmen eines als Bio-Blitz bezeichneten Programms erstellen Experten der Bedfordshire Natural History Society (BNHS) jährlich eine Übersicht über die jeweils aktuelle Flora und Fauna im Park, die die Kenntnis für die einheimischen Arten im Park unterstützt.

## Galerie
Die nachfolgende Bildauswahl zeigt einige Tiere, die im Woburn Safari Park leben:

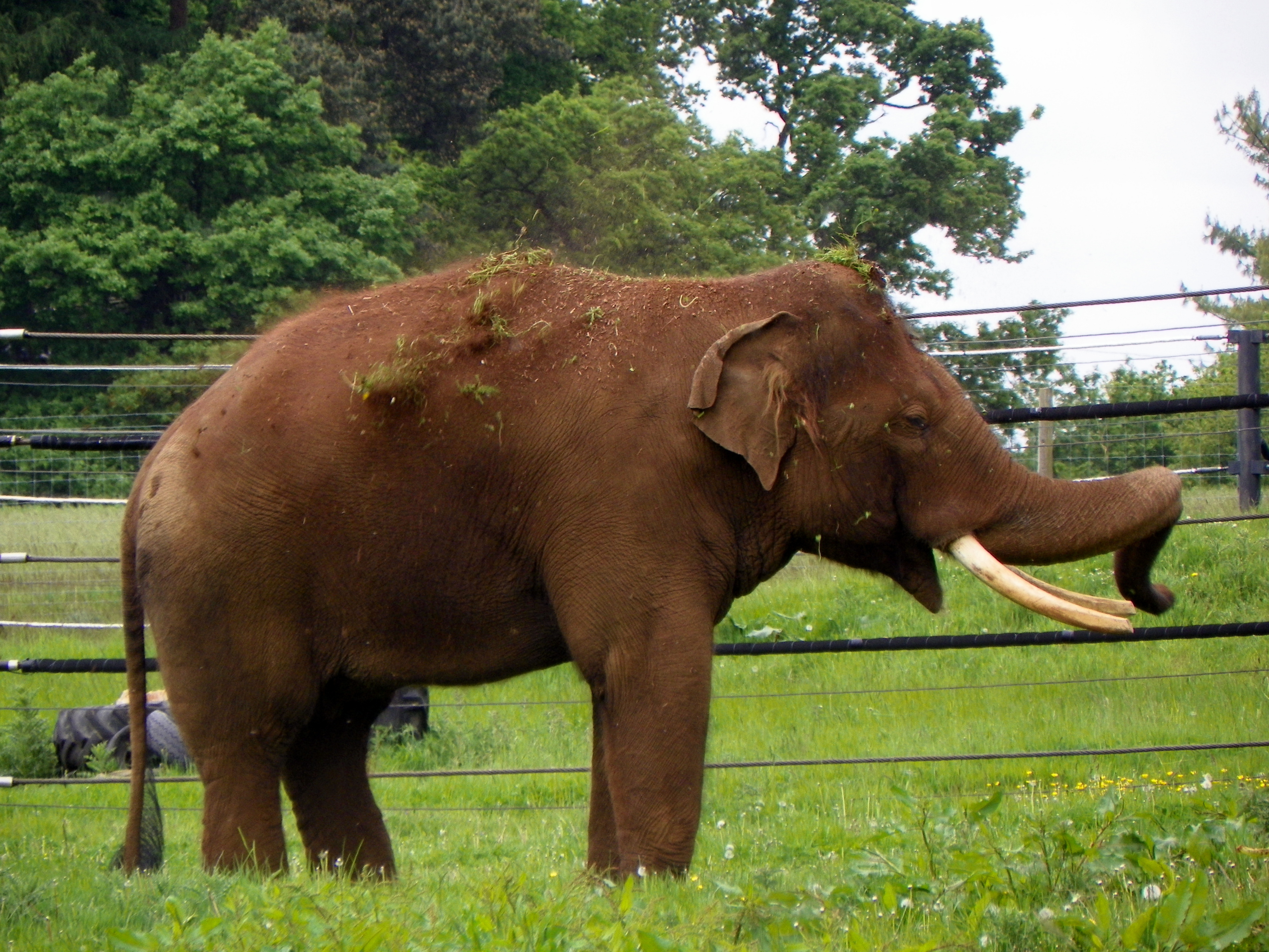
Indischer Elefant
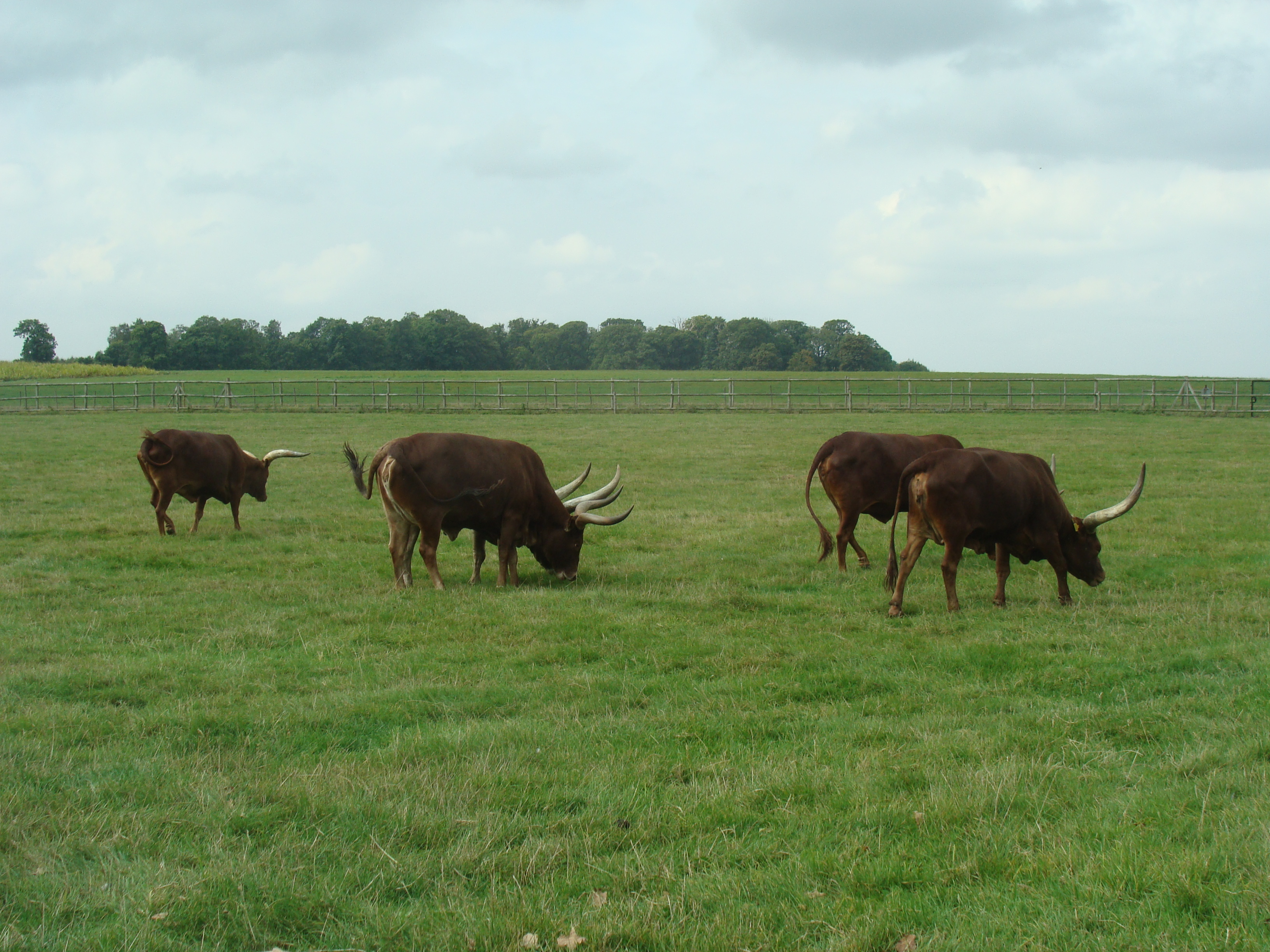
Watussirinder
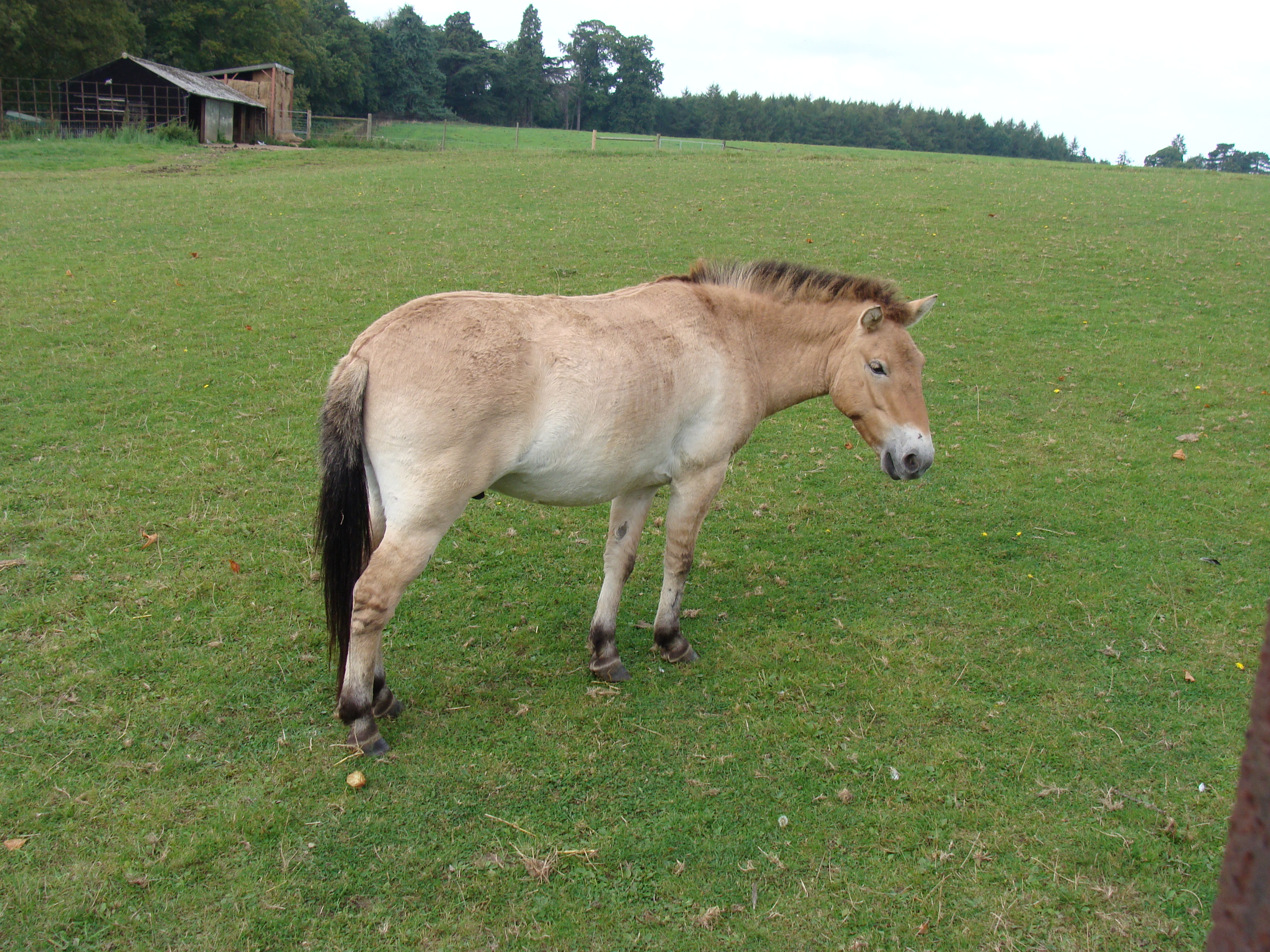
Przewalski-Pferd
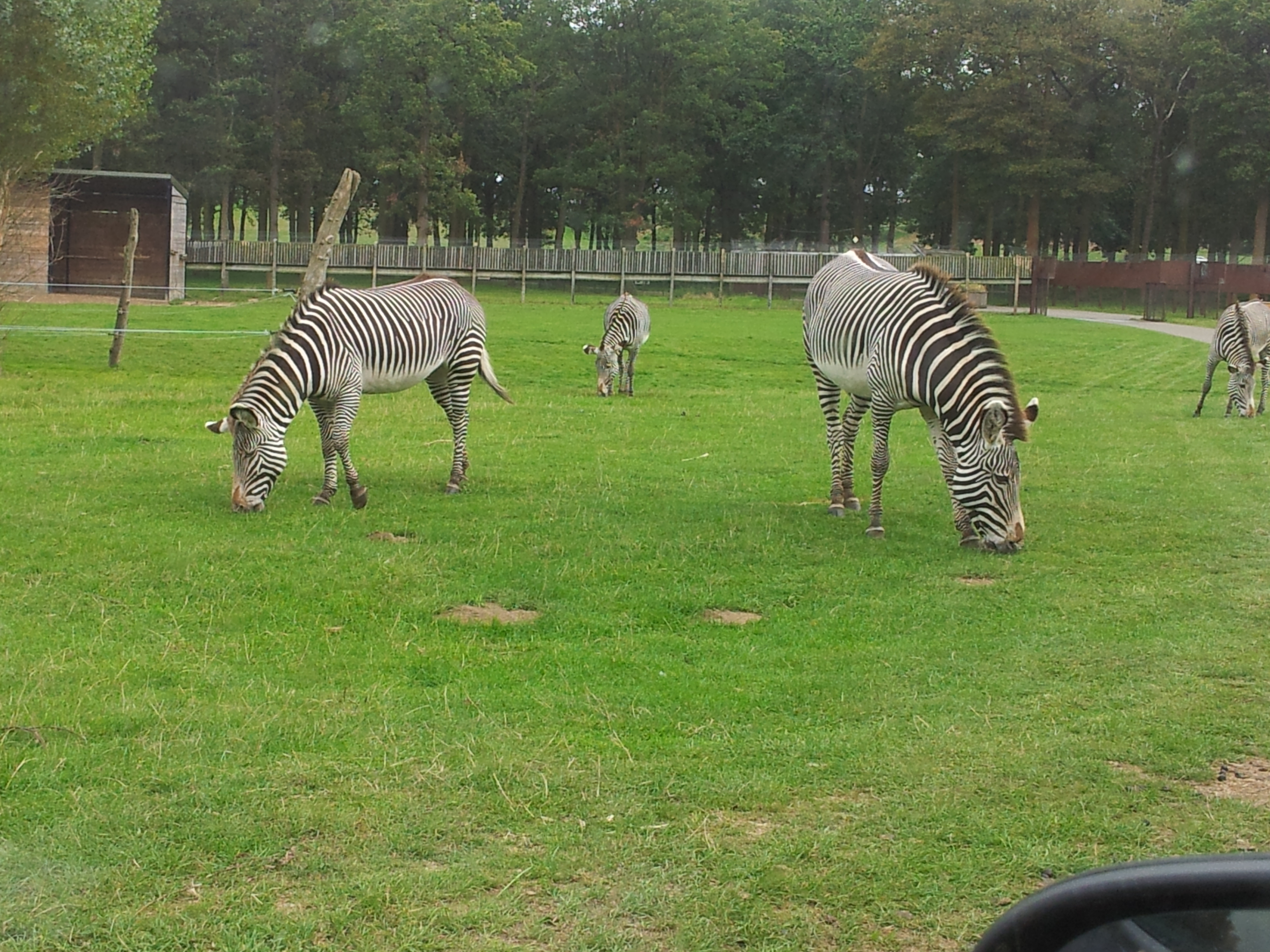
Grevyzebras
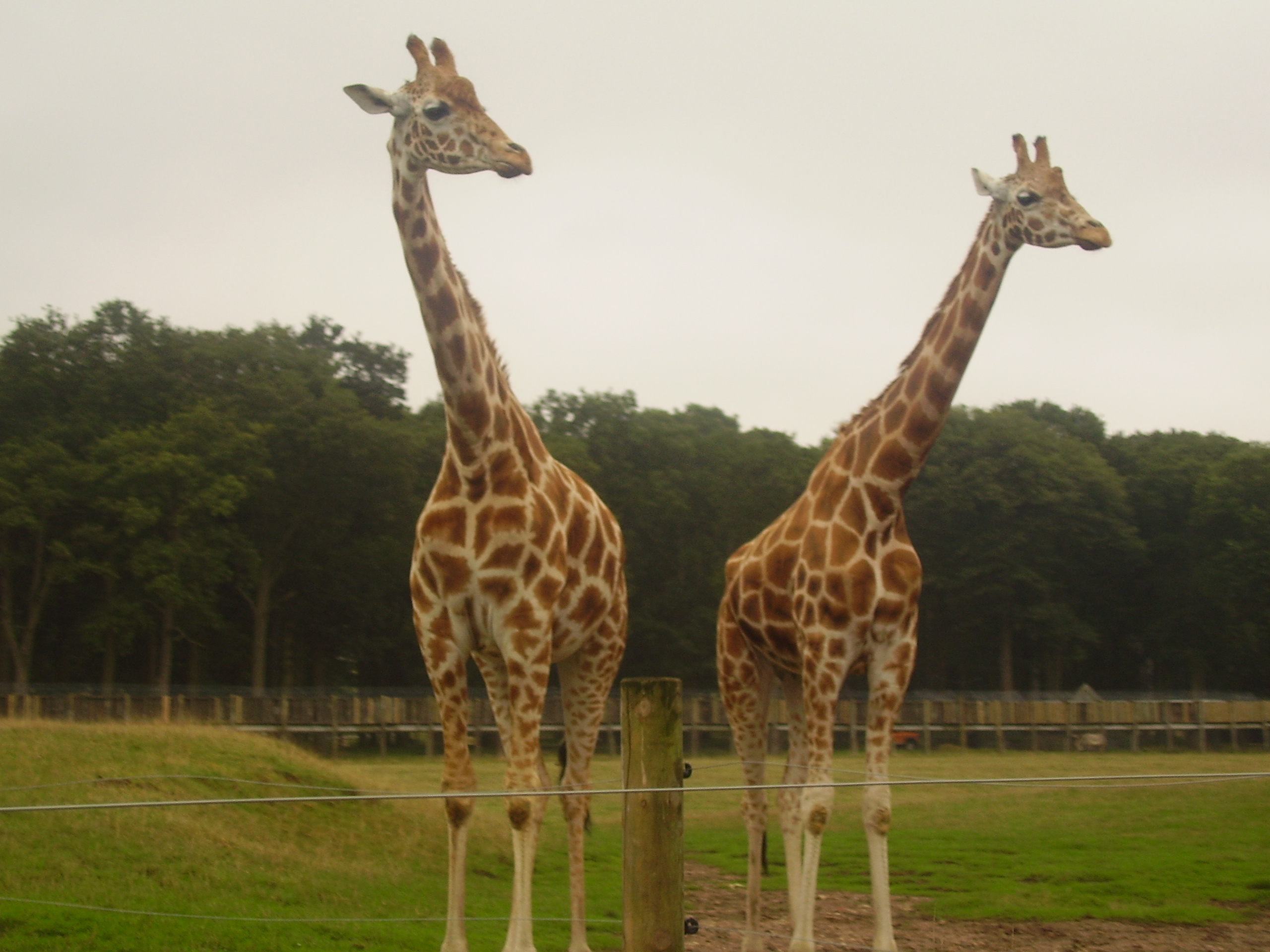
Rothschild-Giraffen
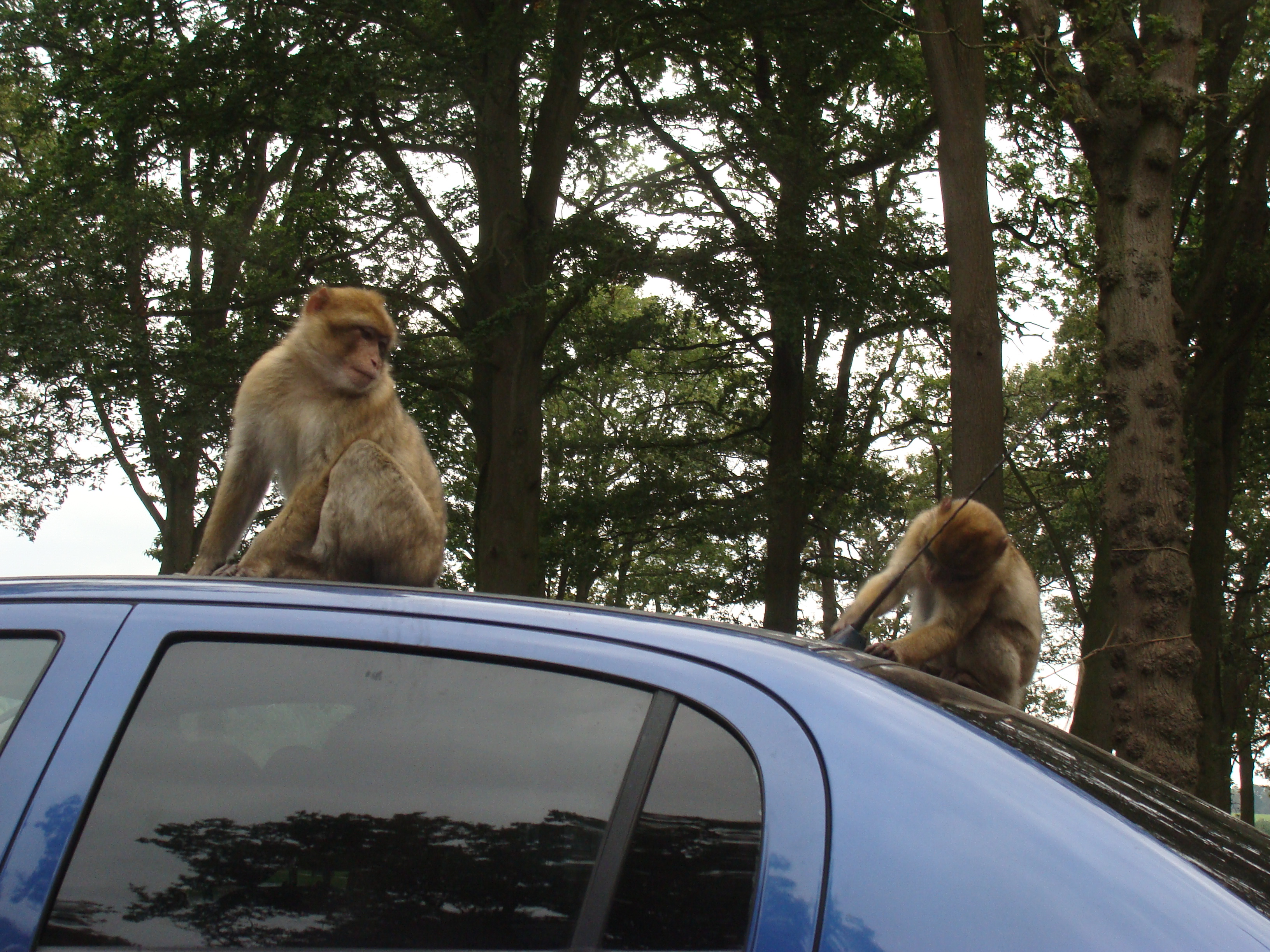
Berberaffen auf PKW
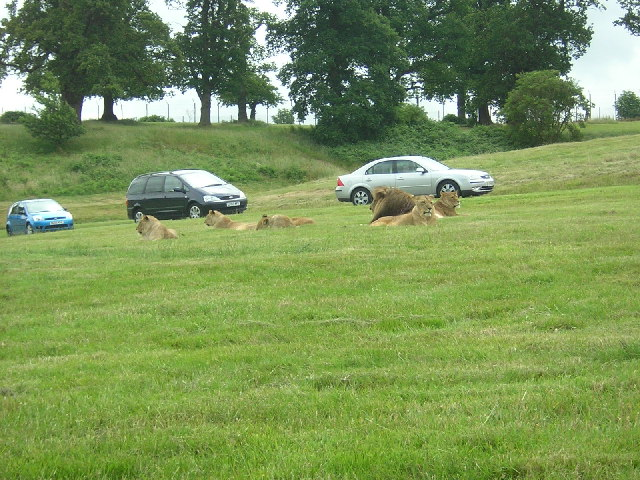
Löwen am Straßenrand
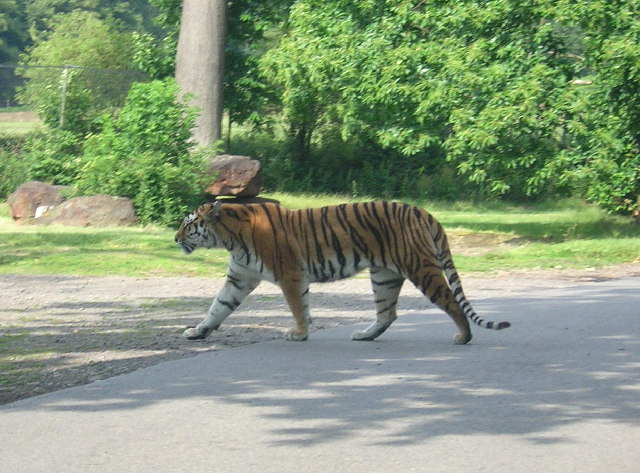
Tiger kreuzt Straße
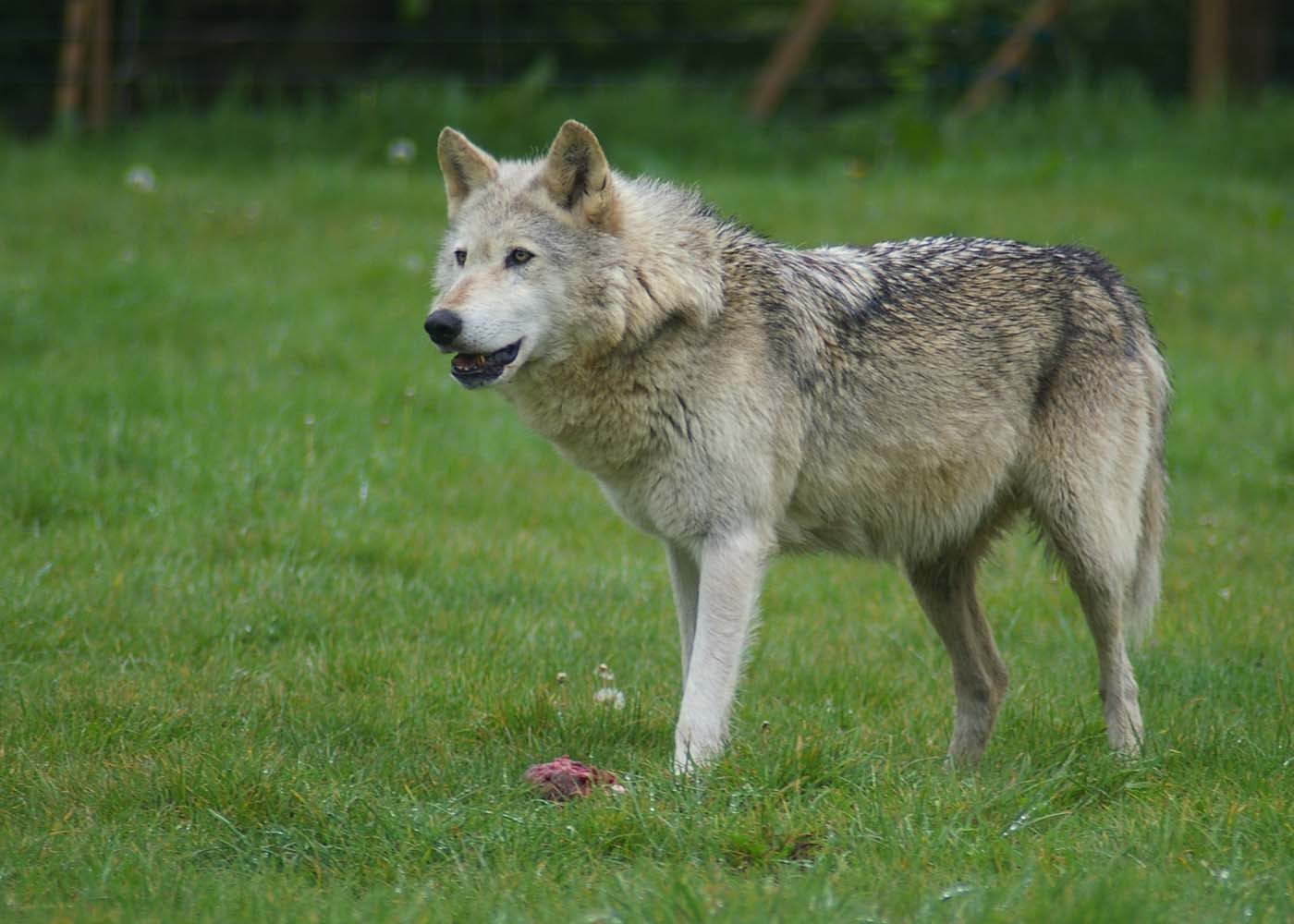
Wolf
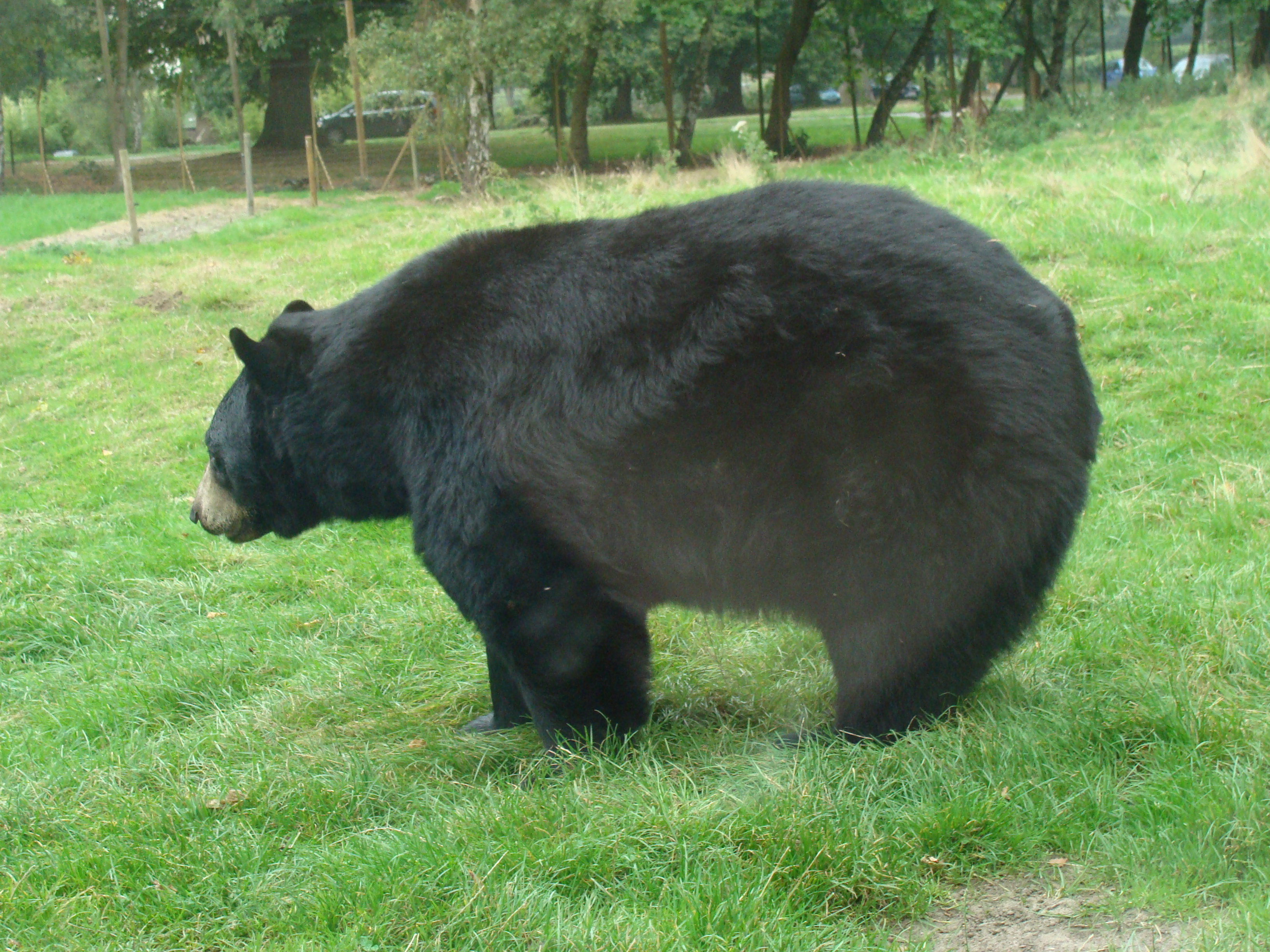
Amerikanischer Schwarzbär
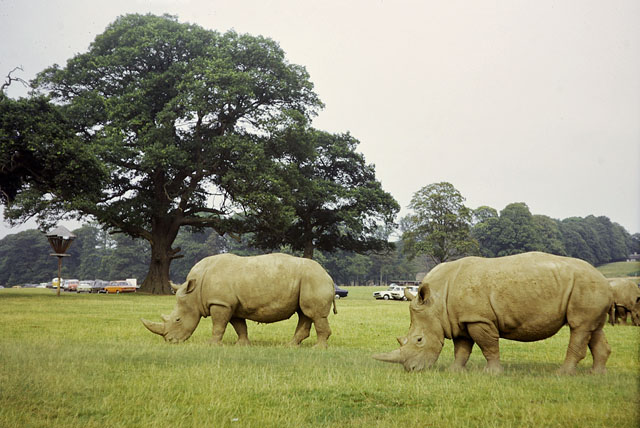
Breitmaulnashörner